# عبدالحمید خراسانی
عبدالحمید خراسانی معروف به ناصر بدری از فرماندهان نظامی طالبان و تاجیک‌تبار اهل پنجشیر افغانستان است.

## زندگی

### جمهوری اسلامی افغانستان
خراسانی نهضت اسلامی مقاومت را رهبری کرده است. وزارت کشور او را به اتهام قتل، زورگیری، گروگان‌گیری و قاچاق مواد مخدر در لیست تحت تعقیب قرار داده بود، اتهامی که او آن رد کرد. در ۹ ژانویه ۲۰۱۹، پلیس با محاصره خانه اش سعی کرد  او را دستگیر کند اما موفق نشد. نیروهای امنیتی افغانستان در ۲۵ ژوئن ۲۰۱۹ خراسانی را به دلیل تلاش برای حمله خشونت‌آمیز در تظاهرات در کابل بازداشت کردند. مدتی بعد او آزاد شد و از اقدام خود ابراز پشیمانی کرد. وی پس از آن ویدئویی را در یوتیوب و توییتر منتشر کرد و گفت:
من می‌میرم اما تسلیم طالبان نمی‌شوم. پنجشیر خانه من است و هر طالبی که به اینجا پا بگذارد می‌میرد.

### حکومت طالبان
در سال ۲۰۲۱، خراسانی به طالبان پیوست و به عنوان آمر امنیت ولایت پنجشیر منصوب شد. او از سوءقصد جبهه مقاومت ملی افغانستان در ۲۹ ژانویه ۲۰۲۲ جان سالم به در برد. پس از آن، او ویدئویی را منتشر کرد که جبهه مقاومت ملی افغانستان را تهدید کرد که اگر چنین حملاتی را انجام دهند. در فوریه ۲۰۲۲، او با جستجو و اشغال غارها و قله‌های کوه در دره پنجشیر، عملیات طالبان را علیه جبهه مقاومت ملی افغانستان رهبری کرد. با این حال، طالبان در ماه مارس ۲۰۲۲ پس از انتشار ویدئویی که خراسانی از هبت‌الله آخوندزاده خواسته بود تا مولوی قدرت‌الله را از سمت والی پنجشیر برکنار کند، او را از سمت فرماندهی امنیتی ولایت پنجشیر برکنار کردند. عتیق الله صدیقی جایگزین وی شد. او بعداً در اداره اطلاعات طالبان در کابل کار کرد.
او در این مدت نیز شخصیتی جنجالی بود که با انتشار صدا و ویدیو سخنان تند را در شبکه‌های اجتماعی به زبان می‌آورد. به عنوان مثال، او سال گذشته در یک نوار صوتی فاش شده گفت که طالبان سه تن از افراد او را به اتهام استفاده از کلاه پکول که بیشتر نماد تاجیک‌ها است، دستگیر کردند. رسانه‌های افغانستان نیز سال گذشته اعلام کردند که طالبان برادر و چهار محافظ وی را به اتهام قاچاق اسلحه بازداشت کرده‌اند.
وی در ماه مارس ۲۰۲۳ به عنوان بخشدار احمد آبا منصوب شد. پس از درگیری افغانستان و ایران در سال ۱۴۰۲، او در توییتر به ایران هشدار داد و تهران را تهدید به تصرف کرد. در ماه ژوئن بر اثر تصادف به کما رفت.
در مارس ۲۰۲۴، در جریان درگیری‌های مرزی افغانستان و پاکستان، خراسانی هشدار داد که در صورت دستور هبت‌الله آخوندزاده، پاکستان «از روی کره زمین محو خواهد شد».
خراسانی با انتشار یک نوار صوتی از قاری فصیح‌الدین خواستار محاکمه و مجازات اعضای طالبان که مسئول کشتار تظاهرکنندگان در تظاهرات بدخشان در سال ۲۰۲۴ بودند بود و طالبان را تهدید کرد اگر عدالت اجرا نشود این گروه را ترک میکند. او همچنین از سیاست‌های زبانی ملی طالبان انتقاد کرد.
خراسانی در تاریخ ۲۹ اوت ۲۰۲۴ به دستور حسن آخوند به دلیل «بی احتیاطی و سخنرانی بی احتیاطی» بازداشت شد. او در ۹ سپتامبر پس از ۱۱ روز بازداشت آزاد شد.

## زندگی شخصی
خراسانی در می ۲۰۲۴ برای چهارمین بار ازدواج کرد. با این حال، برخی از اعضای طالبان از وی به دلیل برگزاری مراسم عروسی بسیار زیاد انتقاد کردند.